# ヴィンセント・ピント
ヴィンセント・ピント（Vincent Pinto、1999年4月10日 - ）は、プロD2、USコロミエに所属するラグビーユニオン選手。

## プロフィール
- フランスアディ出身[1]。
- ポジションはウィング(WTB)、センター(CTB)。
- 身長 185cm、体重 90kg
- U20フランス代表に選ばれたことがある[2]。
- ポルトガル代表キャップは16（2025年1月現在）でラグビーワールドカップ2023のポルトガル代表に選ばれた[3]。

## 略歴
ポーを経て、2023年、USコロミエに加入。